# 上海精武体育会
上海精武体育会(シャンハイせいぶたいいくかい)は、1909年に上海精武体操学校として、中国上海において霍元甲により設立された学校の後身である。文化大革命で閉鎖されるも後に再開した。1990年12月17日には上海精武体育総会に改名した。
著名な教師には、陳子正(鷹爪門、鷹爪翻子拳), 羅光玉(七星螳螂拳)，呉鑑泉(呉氏太极拳（太極拳)）などがいた。

## 関連映画
- ドラゴン怒りの鉄拳
- SPIRIT（原題：霍元甲、2006年、香港・中国、演：ジェット・リー）